# NGC 4103
NGC 4103 is een open sterrenhoop in het sterrenbeeld Zuiderkruis. Het hemelobject werd op 30 april 1826 ontdekt door de Schotse astronoom James Dunlop.

## Synoniemen
- OCL 871
- ESO 130-SC5